# 黄山号导弹护卫舰
“黄山”号导弹护卫舰（舷号570）简称“黄山”舰，是中国人民解放军海军第三艘054A型导弹护卫舰，可单独或协同海军其他兵力攻击敌水面舰艇、潜艇，具有较强的远程警戒和防空作战能力。黄山舰由黄埔造船厂于2005年4月28日开工建造，于2007年3月18日下水，2008年5月13日入列，现服役于南海舰队驱逐舰第二支队。黄山舰舰名取自安徽省黄山市，其入列命名授旗仪式于2008年5月13日在广东省湛江市举行。

## 历史
2009年4月2日，“黄山”号导弹护卫舰和“深圳”号导弹驱逐舰等组成中国海军第二批护航编队，从广东省湛江市起航，赴亚丁湾、索马里海域执行护航任务。该次护航标志着中国海军护航行动进入有序接替、常态化运行的新阶段。该次护航历时142天，黄山舰等为85艘船舶提供区域掩护，成功解救4艘遇袭外国船只，查证、驱离可疑船只129艘。编队于8月21日返回湛江市某军港。
2010年7月26日，“黄山”号导弹护卫舰、“海口”号导弹驱逐舰及“宁波”号导弹驱逐舰等舰艇在南海舰队组织下在南海某海域展开了海军多兵种合同实兵实弹演练。该次演练在3个海区、18000多平方公里的海域展开，发射导弹16型71枚，被评价为当时解放军海军历史上参训要素最全、实射导弹最多、信息化程度最高、电磁环境最复杂的一次联合对抗实战化演练。
2012年11月9日，“黄山”号导弹护卫舰、“衡阳”号导弹护卫舰及“青海湖”号综合补给舰等组成中国海军第十三批护航编队，从广东省湛江港起航，赴亚丁湾、索马里海域执行护航任务。该次护航历时196个日夜，黄山舰等完成37批、166艘次中外船舶的护航任务，查证、驱离海上可疑目标68批、110艘次。完成护航任务后，编队访问了马耳他、阿尔及利亚、摩洛哥、葡萄牙和法国等5国，并于2013年5月23日回到湛江某军港。
2013年10月18日，“黄山”号导弹护卫舰和“广州”号导弹驱逐舰起航参加海军“机动-5号”远海实兵演习，奔赴西太平洋海域执行海空立体攻防、舰机联合反潜等演练任务。该次演习前后共持续15天，于2013年11月1日结束，各参演兵力陆续返回驻地。
2013年12月19日，由“黄山”号导弹护卫舰、“运城”号导弹护卫舰及“微山湖”号综合补给舰等组成海军南海舰队舰艇编队从湛江市启航，赴西太平洋等海域进行海上持续戒备、反恐反海盗、联合搜救等科目的演练。
2014年2月17日，“黄山”号导弹护卫舰等执行叙利亚化学武器海运护航任务接替兵力从广东省湛江市某军港起航，赴地中海接替已完成3批叙化武海运护航任务的“盐城”号导弹护卫舰。黄山舰与俄罗斯、丹麦、挪威等国舰艇联合实施了13批护航任务完成叙利亚化学武器海运护航任务后，于7月24日返回湛江市某军港。
2014年12月29日，“黄山”号导弹护卫舰驶往印度尼西亚海域，参与印尼亚洲航空8501号班机空难的搜救行动。